# Herborg (plaats)
Herborg is een plaats in de Deense regio Midden-Jutland, gemeente Ringkøbing-Skjern, en telt 275 inwoners (2008).
Het dorp ligt aan de voormalige spoorlijn Skjern - Videbæk. Het oude stationsgebouw is nog aanwezig.